# Saint-Lézin
Saint-Lézin est une ancienne commune française située dans le département de Maine-et-Loire, en région Pays de la Loire.
Le 15 décembre 2015, elle est devenue une commune déléguée au sein de la commune nouvelle de Chemillé-en-Anjou.

## Géographie
Localité angevine des Mauges, Saint-Lézin se situe au sud-est de Neuvy-en-Mauges, sur les routes D 349 La Chapelle-Rousselins, D 149 Neuvy-en-Mauges / Chemillé, et D 199 La Jumellière.

## Toponymie
Gentilé : les habitants sont les Liciniens et Liciniennes, (du latin Licinius).

## Histoire
Le saint patron de la commune est saint Lézin, né entre 530 et 540. Il fut d'abord le connétable du roi Clotaire, puis gouverneur des provinces armoricaines. Il vint habiter à Angers qui en était alors la capitale. Il remplit toutes ces fonctions avec conscience, habileté et honnêteté. Il changea ensuite d'orientation et se retira pour devenir moine dans l'abbaye de Châlonne. C'est là qu'à la mort de l'évêque d'Angers, les Angevins se souvenant de lui, le tirent du monastère et l'élisent pour être leur évêque. Il mit au service de l'Église, les qualités dont il avait fait la preuve durant son gouvernement civil.
Au mois de juin 1775, des travaux de reconstruction de l'église Saint-Lézin sont entrepris. La première pierre de l'église posée dans le fondement de la muraille du chœur a été bénite par Nicolas Boussicaud, curé de Saint-Lézin, en compagnie d'Étienne Cherbonnier, prêtre directeur de l'hôpital général de la ville d'Angers, et de messieurs Charrueau et Cailleau, vicaires de La Jumellière.
En 2014, un projet de fusion de l'ensemble des communes de l'intercommunalité se dessine. Le 2 juillet 2015, les conseils municipaux de l'ensemble des communes du territoire communautaire votent la création d'une commune nouvelle au 15 décembre 2015.

## Politique et administration

### Administration municipale

#### Administration actuelle
Depuis le 15 décembre 2015, Saint-Lézin constitue une commune déléguée au sein de la commune nouvelle de Chemillé-en-Anjou et dispose d'un maire délégué.
| Période                                  | Période  | Identité              | Étiquette | Qualité |
| ---------------------------------------- | -------- | --------------------- | --------- | ------- |
| décembre 2015                            | mai 2020 | Jean-François Cesbron |           |         |
| mai 2020                                 |          | Christophe Cailleau   |           |         |
| Les données manquantes sont à compléter. |          |                       |           |         |

#### Administration ancienne
| Période                                  | Période          | Identité              | Étiquette | Qualité |
| ---------------------------------------- | ---------------- | --------------------- | --------- | ------- |
| Les données manquantes sont à compléter. |                  |                       |           |         |
| 1900                                     | 1906             | M. Viau               |           |         |
| 1906                                     | 1913             | J. Uzureau            |           |         |
| 1913                                     | 1919             | M. Grimault           |           |         |
| 1919                                     | 1947             | H. Fribault           |           |         |
| 1947                                     | 1977             | J. Fribault           |           |         |
| 1977                                     | mars 1995        | Joseph Uzureau        |           |         |
| mars 1995                                | mars 2001        | André Grellier        |           |         |
| mars 2001                                | mars 2008        | André Grellier        |           |         |
| mars 2008                                | 14 décembre 2015 | Jean-Francois Cesbron |           |         |

### Ancienne situation administrative
La commune était membre de la communauté de communes de la région de Chemillé, elle-même membre du syndicat mixte Pays des Mauges. La communauté de communes cesse d'exister le 15 décembre 2015 et ses compétences sont transférées à la commune nouvelle de Chemillé-en-Anjou.

## Population et société

### Évolution démographique
L'évolution du nombre d'habitants est connue à travers les recensements de la population effectués dans la commune depuis 1793. À partir du 1er janvier 2009, les populations légales des communes sont publiées annuellement dans le cadre d'un recensement qui repose désormais sur une collecte d'information annuelle, concernant successivement tous les territoires communaux au cours d'une période de cinq ans. 
Pour les communes de moins de 10 000 habitants, une enquête de recensement portant sur toute la population est réalisée tous les cinq ans, les populations légales des années intermédiaires étant quant à elles estimées par interpolation ou extrapolation. Pour la commune, le premier recensement exhaustif entrant dans le cadre du nouveau dispositif a été réalisé en 2004,.
En 2013, la commune comptait 777 habitants, en évolution de +3,32 % par rapport à 2008 (Maine-et-Loire : +3,3 %, France hors Mayotte : +2,49 %).
| 1793 | 1800 | 1806 | 1821  | 1831 | 1836 | 1841 | 1846 | 1851 |
| ---- | ---- | ---- | ----- | ---- | ---- | ---- | ---- | ---- |
| 830  | 319  | 852  | 1 404 | 876  | 816  | 854  | 894  | 965  |

| 1856 | 1861 | 1866 | 1872 | 1876 | 1881 | 1886 | 1891 | 1896 |
| ---- | ---- | ---- | ---- | ---- | ---- | ---- | ---- | ---- |
| 958  | 919  | 954  | 932  | 918  | 999  | 920  | 886  | 803  |

| 1901 | 1906 | 1911 | 1921 | 1926 | 1931 | 1936 | 1946 | 1954 |
| ---- | ---- | ---- | ---- | ---- | ---- | ---- | ---- | ---- |
| 774  | 694  | 668  | 660  | 656  | 625  | 644  | 572  | 571  |

| 1962 | 1968 | 1975 | 1982 | 1990 | 1999 | 2004 | 2009 | 2013 |
| ---- | ---- | ---- | ---- | ---- | ---- | ---- | ---- | ---- |
| 625  | 667  | 644  | 691  | 693  | 679  | 688  | 772  | 777  |

### Pyramide des âges
La population de la commune est relativement jeune. Le taux de personnes d'un âge supérieur à 60 ans (20,9 %) est en effet inférieur au taux national (21,8 %) et au taux départemental (21,4 %).
Contrairement aux répartitions nationale et départementale, la population masculine de la commune est supérieure à la population féminine (50,4 % contre 48,7 % au niveau national et 48,9 % au niveau départemental).
La répartition de la population de la commune par tranches d'âge est, en 2008, la suivante :
- 50,4 % d’hommes (0 à 14 ans = 27,5 %, 15 à 29 ans = 15,7 %, 30 à 44 ans = 21,9 %, 45 à 59 ans = 17,2 %, plus de 60 ans = 17,8 %) ;
- 49,6 % de femmes (0 à 14 ans = 21,1 %, 15 à 29 ans = 16,4 %, 30 à 44 ans = 24 %, 45 à 59 ans = 14,4 %, plus de 60 ans = 24,1 %).

| Hommes | Classe d’âge | Femmes |
| ------ | ------------ | ------ |
| 0,3    | 90 ans ou +  | 0,8    |
| 4,6    | 75 à 89 ans  | 8,9    |
| 12,9   | 60 à 74 ans  | 14,4   |
| 17,2   | 45 à 59 ans  | 14,4   |
| 21,9   | 30 à 44 ans  | 24,0   |
| 15,7   | 15 à 29 ans  | 16,4   |
| 27,5   | 0 à 14 ans   | 21,1   |

| Hommes | Classe d’âge | Femmes |
| ------ | ------------ | ------ |
| 0,4    | 90 ans ou +  | 1,1    |
| 6,3    | 75 à 89 ans  | 9,5    |
| 12,1   | 60 à 74 ans  | 13,1   |
| 20,0   | 45 à 59 ans  | 19,4   |
| 20,3   | 30 à 44 ans  | 19,3   |
| 20,2   | 15 à 29 ans  | 18,9   |
| 20,7   | 0 à 14 ans   | 18,7   |

## Économie
Sur 66 établissements présents sur la commune à fin 2010, 44 % relevaient du secteur de l'agriculture (pour une moyenne de 17 % sur le département), 8 % du secteur de l'industrie, 6 % du secteur de la construction, 35 % de celui du commerce et des services et 8 % du secteur de l'administration et de la santé.

## Culture locale et patrimoine

### Lieux et monuments
- Zone humide et son parcours pédagogique.
- Le domaine culturel dans le parc de l'ancien presbytère se transforme chaque année en lieu d'accueil pour les chantiers internationaux et le point accueil jeunes pour les vacances d'été. Dans le bâtiment principal la bibliothèque municipale occupe tout le rez-de-chaussée, et à l'étage sont organisées des activités culturelles autour de l'environnement, de la musique et du cirque. Des constructions écologiques, un préau avec cuisine d'été pour les camps, un chapiteau de 500 places et des dépendances complètent le site.
- Eglise de saint-Lézin